# Zabidius
Zabidius is een monotypisch geslacht van straalvinnige vissen uit de familie van schopvissen (Ephippidae).

## Soort
- Zabidius novemaculeatus (McCulloch, 1916)